# Nedožery-Brezany
Nedožery-Brezany és un poble i municipi d'Eslovàquia que es troba a la regió de Trenčín. La primera menció escrita de la vila es remunta al 1429.

## Demografia
| Godina             | 1994 | 2004   | 2014   | 2024   |
| ------------------ | ---- | ------ | ------ | ------ |
| Nombre de persones | 1828 | 1940   | 2110   | 2054   |
| Diferència         |      | +6,12% | +8,76% | −2,65% |

| Godina             | 2023 | 2024   |
| ------------------ | ---- | ------ |
| Nombre de persones | 2062 | 2054   |
| Diferència         |      | −0,38% |